# کیم گرایست
کیم گرایست (انگلیسی: Kim Greist؛ زادهٔ ۱۲ مهٔ ۱۹۵۸) یک هنرپیشه اهل ایالات متحده آمریکا است. او مابین سال‌های ۱۹۸۴ تا ۲۰۰۲ میلادی در سینما و تلویزیون فعالیت داشت.

## گزیدهٔ آثار

### سینما
- شکارچی انسان (۱۹۸۶)
- برزیل (۱۹۸۵)
- مامانو از قطار بنداز پایین (۱۹۸۷)
- پانچ‌لاین (۱۹۸۸)
- به سوی خانه (۱۹۹۳)
- به سوی خانه ۲ (۱۹۹۶)

### تلویزیون
- پرونده‌های اکس (۲۰۰۰)